# Kleinwörden
Kleinwörden (niederdeutsch Lüttwöhrn) ist ein Ortsteil der Gemeinde Hechthausen in der Samtgemeinde Hemmoor im niedersächsischen Landkreis Cuxhaven.

## Geschichte

### Eingemeindungen
Am 1. Juli 1972 wurde Kleinwörden in die Gemeinde Hechthausen eingegliedert.

### Einwohnerentwicklung
| Jahr | Einwohner | Quelle |
| ---- | --------- | ------ |
| 1824 | 00–0 ¹    | [ 3 ]  |
| 1848 | 0385 ²    | [ 4 ]  |
| 1910 | 319       | [ 5 ]  |
| 1925 | 261       | [ 6 ]  |
| 1933 | 233       | [ 6 ]  |
| 1939 | 217       | [ 6 ]  |
| 1950 | 389       | [ 1 ]  |

¹ 56 Feuerstellen

² in 69 Häusern

## Politik

### Gemeinderat und Bürgermeister
Die Ortschaft Kleinwörden wird vom Rat der Gemeinde Hechthausen vertreten.

### Wappen
Der Entwurf des Kommunalwappens von Kleinwörden stammt von dem Heraldiker und Wappenmaler Albert de Badrihaye, der zahlreiche Wappen im Landkreis Cuxhaven erschaffen hat.
| Wappen von Kleinwörden | Blasonierung: „In Rot auf grünem, mit silbernem Wellenstreifen belegten Hügel ein silberner niedersächsischer Hausgiebel.“                                                    |
| Wappen von Kleinwörden | Wappenbegründung: Der Giebel versinnbildlicht die alte Siedlung, der Wellenstreifen die Lage am Oste-Fluss, der Hügel im Schildfuß die Wurt und damit den Ortsnamen „Wörden“. |

## Kultur und Sehenswürdigkeiten
Baudenkmale
→ Siehe: Liste der Baudenkmale in Kleinwörden
- Hofanlage Wriethstraße 25 von um 1800 in Fachwerk
- Hofanlage Wriethstraße 8 von 1838 und 1849 in Fachwerk
- Hofanlage Alte Fährstraße 2 von 1749 und 1859, in Fachwerk
- Scheune Wriethstraße 30 von 1850 in Fachwerk
- Hofanlage Alte Fährstraße 8 von 1861/67 in Fachwerk, heute Gästehaus Mühlenhof
- Ehemalige Schule Kleinwörden von um 1910 in Fachwerk, Wriethstraße 12

## Persönlichkeiten
Söhne und Töchter des Ortes
- Ute Wedemeier, geb. Flämig (* 1948), Sozialpolitikerin (SPD)